# Natasha St-Pier (musikalbum)
Natasha St-Pier är ett självbetitlat studioalbum av den kanadensiska sångaren Natasha St-Pier. Det gavs ut den 14 november 2008 och innehåller 11 låtar.

## Låtlista
| Nr  | Titel                       | Längd |
| --- | --------------------------- | ----- |
| 1.  | Embrasse-moi                | 3:10  |
| 2.  | L'esprit de famille         | 4:28  |
| 3.  | 1, 2, 3                     | 4:01  |
| 4.  | L'Orient-Express            | 2:54  |
| 5.  | John                        | 3:22  |
| 6.  | Pardonnez-moi               | 3:08  |
| 7.  | L'instinct de survie        | 3:15  |
| 8.  | Où que j'aille              | 3:29  |
| 9.  | J'irai te chercher          | 3:07  |
| 10. | Les murmures de la fin      | 3:54  |
| 11. | On veut plus que de l'amour | 4:06  |

## Listplaceringar
| Lista               | Topplacering |
| ------------------- | ------------ |
| Belgien (Vallonien) | 16           |
| Frankrike           | 16           |
| Schweiz             | 63           |